# 이행숙
이행숙(李幸淑, 1962년 10월 10일 ~ , 강원도 화천군)은 대한민국의 정치인이다.

## 학력
- 1991~1994 인하대학교 행정대학원 행정학 석사
- 1996~2002 인하대학교 대학원 행정학 박사

## 경력
- 2025.05~2025.06: 제21대 대통령 선거 국민의힘 김문수 대통령 후보 인천 선거대책위원회 공동선대위원장
- 2025.04~2025.04: 국민의힘 유정복 제21대 대통령 선거 경선후보 일하는 대통령 캠프 상황본부장
- 2025.02~ : 인천광역시청 특보단장
- 2025.02~ : 제14대 대한카누연맹 회장
- 2024.05~ : 국민의힘 인천광역시당 서구병 당협위원장
- 2022.07~2023.11 : 인천광역시 문화복지정무부시장
- 2022.07 : 인천광역시 균형발전정무부시장
- 2019.10~2020 : 자유한국당 국가정상화특별위원회 위원
- 2018.02~2020 : 자유한국당 인천광역시당 서구을 당협위원장
- 2017~2019 : 인천발전연구원 비상임이사
- 2017 : 자유한국당 인천광역시당 여성위원장
- 2016~2018 : 인하대학교 총동창회 부회장
- 2016 : 제20대 국회의원선거 새누리당 비례대표국회의원 후보
- 2015.12 : 한국소기업소상공인연합회 인천서구지회 자문위원
- 2015.11~2019.09 : 전문직여성 한국연맹(BPW) 인천클럽 회장
- 2015.03~ : 한국드론레이싱협회 자문위원
- 2015.01~ : 사단법인 4050꿈나누리 대표이사
- 2013.07~2014.06 : 새누리당 인천광역시당 정책위원장
- 2012~2015 : 대한카누연맹 인천지부 부회장
- 2012~2014 : 인천대학교 인천시민대학 운영위원회 운영위원
- 2012~2013 : 새누리당 대외협력위원회 부위원장
- 2012~2013 : 새누리당 중앙위원회 전국위원
- 2012 : 제18대 대통령선거 새누리당 선거대책본부 부대변인
- 2012 : 한국행정학회 운영이사
- 2011~2013 : 새누리당 인천광역시당 대변인
- 2011~2019 : 인천광역시 학술용역심의위원회 심의위원
- 2011 : 인천지방법원 민사조정위원회 위원
- 2010 : 비영리단체 함께나누는사람들 대표
- 2010 : 특전동지회 인천서구지부 자문위원
- 2009~2010 : 한나라당 인천광역시당 부위원장
- 2009.11~ : 한국미래정책연구원 원장
- 2009~2016 : 청운대학교 겸임교수
- 2009 : 좋은학교만들기 인천학부모모임 자문위원
- 2007.06~2009.11 : 인천광역시 서구시설관리공단 이사장
- 2006~2012 : 방위사업청 자체평가위원회 위원
- 2005~2011 : 해양경찰청 자체평가위원회 위원
- 2004~2007 : 한국미래정책연구원 원장
- 2002~2003 : 인천광역시 중구여성회관 관장

## 역대 선거 결과
|  | 33.50% |

|  | 0% |

|  | 39.55% |